# Cité Montmartre-aux-artistes
La cité Montmartre-aux-artistes est une cité d'artistes construite dans les années 1930 par l'architecte Adolphe Thiers sur l'initiative du sculpteur Louis-Aimé Lejeune et située à Montmartre, au 189 de la rue Ordener, dans le 18e arrondissement de Paris (France). Constituée de 180 ateliers-logements gérés par l'office public Paris Habitat, elle est la plus vaste d'Europe.

## Localisation et accès
La cité se trouve au numéro 189 de la rue Ordener, dans le quartier des Grandes-Carrières du 18e arrondissement de Paris, au nord de la butte Montmartre,. Elle est accessible par les transports en commun à partir des stations Lamarck - Caulaincourt et Jules Joffrin de la ligne 12 et Guy Môquet de la ligne 13 du métro parisien. La station la plus proche se trouve rue Damrémont mais le déplacement en Vélib' est aléatoire malgré la régulation.

## Histoire
Pour lutter contre les opérations immobilières qui chassent les artistes installés à Montmartre après leur expulsion de la Grande Galerie du Louvre au début du XIXe siècle, Jean Varenne, conseiller du quartier des Grandes-Carrières, propose en 1924 au conseil municipal de Paris d'utiliser le maquis de la rue Ordener pour y implanter un groupe d'immeubles comprenant des ateliers d'artistes, dans l'objectif d'y loger ceux de condition modeste et de leur permettre d'y travailler. Un terrain de 5 500 m2 est acquis pour un prix de 1 078 200 francs. L'opération est portée par la société d'habitations à bon marché « Montmartre aux artistes » créée par un groupe d'artistes rassemblés autour du sculpteur Louis-Aimé Lejeune (1884-1969), prix de Rome en 1911. Une souscription par actions d'un montant de cent francs avec un versement minimum de dix actions est organisée. Sur la proposition d'Henri Sellier, fondateur des cités-jardins et président de l'office d'HBM du département de la Seine, la ville de Paris accorde sa garantie financière. Les premiers locataires s'installent en avril 1932. Les conditions de vie sont déplorables dans des logements inachevés, les effets de la crise de 1929 ne permettent pas de payer des loyers qui se sont envolés, la gestion de la Société est catastrophique et elle est finalement dissoute.
L'office public de la ville de Paris reprend la gestion déficitaire des immeubles en 1936. Dès les premiers temps, des expositions, des manifestations et des fêtes comme le Bal de la dèche sont organisés en soutien aux locataires en difficulté. Un journal est publié : Le Défenseur de Montmartre aux Artistes. Plus tard, l'association des locataires de Montmartre aux artistes (ALMA), la première historiquement créée, dans les années 1970, présidée par l'artiste peintre Jean-Louis Viard puis par son fils Rémy Viard, architecte-urbaniste, ouvre la cité lors des journées porte-ouverte organisées annuellement et baptisées « extra-Ordener », des documentaires sont tournés sous l'égide de l'association présidée en 2015 par le peintre et mosaïste Frédéric Sénot de la Londe,,.
Le cinéaste Romain Goupil, qui fut un temps président de l'association, a grandi dans la cité, où son grand-père chansonnier et sa grand-mère l'actrice Lita Recio étaient installés depuis l'origine. La cité est présente dans au moins un plan de chacun de ses films et plus largement dans Les Jours venus (2015). Elle est également présente dans plusieurs plans du Ballon rouge d'Albert Lamorisse, sur lequel le père de Romain Goupil était cadreur.

## Architecture
« La pureté de son écriture, la force plastique de ses immenses façades vitrées font de cette cité une œuvre majeure de l'architecture moderne parisienne. »

Sur la proposition du sculpteur Louis-Aimé Lejeune, dont l'idée est celle de la création d'un phalanstère, les architectes Adolphe Thiers et Henry Trésal conçoivent le projet, qui prévoit la construction de trois bâtiments comportant 180 ateliers, des salles d'exposition, de conférence, une bibliothèque et une coopérative, ce qui en fait la cité d'artistes la plus vaste d'Europe,. 

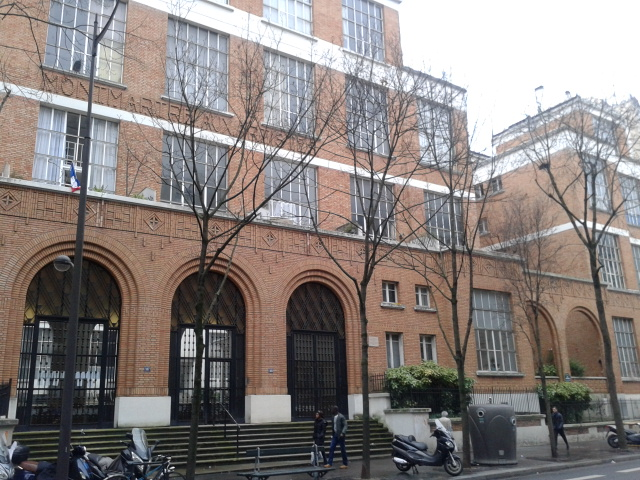
Façade et partie de l'atrium de droite.

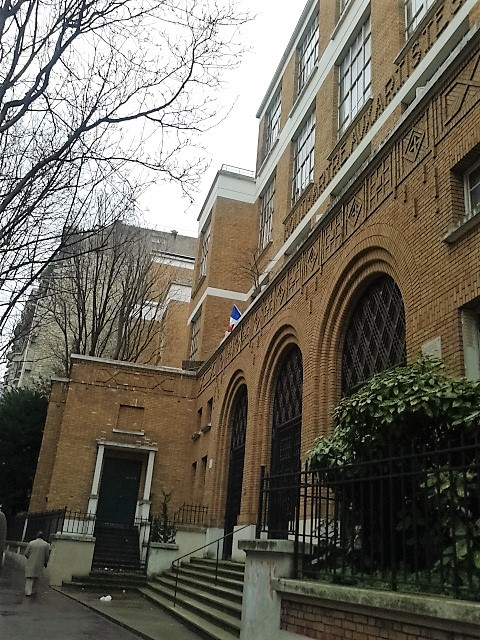
Façade rapprochée orientée vers l'atrium de gauche.

Encadré de deux atriums, un escalier monumental mène au grand hall revêtu de mosaïques et ouvert par trois portails en arcades, réalisés en ferronnerie et vitraux, sur la façade art déco en briques ocre rouge. Une frise située entre les deux premiers niveaux de verrières présente en relief dans le même ton et le même matériau les grandes majuscules du nom de la cité : « Montmartre aux artistes »,. Les trois bâtiments sont orientés nord-ouest - sud-ouest et implantés l'un derrière l'autre parallèlement à la rue Ordener. Le contraste est fort entre la brique rouge de la façade sur la rue et les murs blancs des immeubles à l'intérieur de la cour, sur lesquels courent à tous les étages les coursives desservant les ateliers. Les appartements-ateliers sont conçus en duplex de 65 m2 sur 8 mètres de haut avec une mezzanine surplombant la moitié de la pièce unique éclairée au nord par une grande verrière. Les planchers sont des « parquets sans joints » constitués d'un mélange de sciure de bois et d'huile de lin. À l'origine, aucune cloison ne venait découper la pièce, ce qui permettait à la fois des coûts de construction et de location moindre et de laisser à chaque résident la possibilité et le soin de l'aménager à son goût et selon ses besoins. Au fil du temps, les logements ont acquis le confort qu'ils n'avaient pas au départ,,. La cité a fait l'objet d'une opération de réhabilitation en 2010.

## Conditions d'accès
Les logements associés à un atelier, ou les ateliers sans logement, ne sont, théoriquement, accessibles qu'aux seules personnes à revenus modestes et à leurs familles, ou aux artistes ne souhaitant disposer que d'un atelier sans logement, pouvant justifier d'une activité artistique, au sens fiscal et social par une adhésion à La Maison des artistes. Les listes d'attente sont extrêmement longues. Les dossiers de demande doivent être accompagnés d'un mémoire de motivation présentant l'activité sur plusieurs années. Ils sont instruits par une commission au sein de Paris Habitat, l'office public de l'habitat de la ville de Paris. De nombreuses formes d'art sont représentées parmi les résidents de la cité : artistes plasticiens, musiciens, comédiens, écrivains, cinéastes, vidéastes, photographes, etc.,. 
Lors de la reprise de l'opération en 1936, le parti fut pris par l'office, tout en réservant la priorité aux artistes, de « remplir l'immeuble » avec des ménages ordinaires en l'absence de candidatures répondant aux critères d'attribution, créant, dans une moindre mesure, une mixité socio-professionnelle persistante du fait de la gestion des baux signés alors, du changement d'occupation professionnelle, ou dans la composition familiale. La durée d'occupation moyenne est de 27 ans, la durée maximale (un cas extrême) de 69 ans. Les associations de résidents (il en existe quatre au sein de la cité, avec de fortes dissensions : certaines défendent tous les locataires contre les expulsions, les autres souhaitent préserver le caractère artistique de la cité) n'accordent pas aux autorités décisionnaires la capacité d'une reconnaissance de la qualité d'artiste et prônent leur préférence pour une cooptation des futurs résidents. Elles ne participent cependant aux commissions d'attribution des ateliers-logements qu'à titre consultatif. 
Face à la pénurie d'ateliers vacants et à la demande importante des artistes sans atelier, la ville de Paris a demandé en 2009 à l'office public de faire le point sur les conditions d'utilisation des ateliers existants et de proposer les actions qui permettront de mettre un terme à des situations « anormales » d'occupation des ateliers-logements afin de les rendre disponible à leur vocation première. Le vide juridique qui entoure les cités d'artistes, l'histoire constitutive de Montmartre-aux-artistes, la complexité des situations des résidents, la forte mobilisation des associations sont autant de difficultés sur la voie de solutions à trouver pour faire droit aux artistes en attente de l'attribution d'un atelier-logement. 

## Artistes résidents
Les artistes cités ici ont eu ou ont encore une résidence dans la cité Montmartre-aux-artistes, qu'ils y vivent ou y aient vécu dans un atelier-logement, ou simplement travaillé dans un atelier destiné à cette seule fonction. 

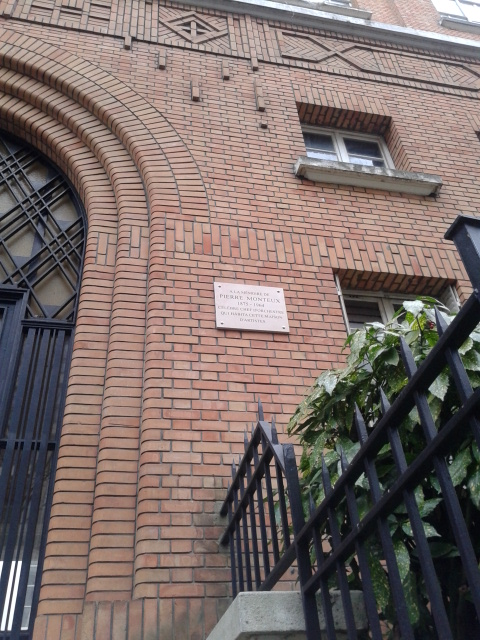
Plaque à la mémoire du chef d'orchestre Pierre Monteux.

- Yvette Alde (peintre et illustratrice, 1911-1967)
- Jean Aujame (peintre et lithographe, 1905-1965)
- Roger Bertrand Baron (sculpteur médailleur, 1907-1994)
- Dominique De Beir (peintre, plasticienne et créatrice d'installations, 1964)
- Milija Belic (peintre, sculpteur et théoricien d’art, 1954)
- Louis Berthomme Saint-André (peintre et lithographe, 1905-1977)
- André Breuillaud (peintre, 1898-1994)
- Rodolphe Caillaux (peintre, 1904-1989)
- Nathalie Chabrier (peintre et lithographe, 1932-)
- Annette Charlot (professeur de chant, 1913-2004)
- Jean Dreyfus-Stern (peintre, 1890-1969)
- Roger Forissier (peintre et graveur, 1924-2003)
- Aline Gagnaire (peintre surréaliste, 1911-1997)
- Pierre Garcia-Fons (peintre et sculpteur, 1928-2016)
- Romain Goupil (cinéaste, acteur, 1951)
- Claude Grosperrin (peintre et lithographe, 1936-1977)
- Monique Journod (peintre et lithographe, 1935)
- Ariane Laroux (peintre, dessinatrice et graveuse, 1957, a passé son enfance dans l'atelier de son père, 
le peintre André Laroux)
- Jean Martinon (chef d'orchestre et compositeur, 1910-1976)
- Pierre Monteux (chef d'orchestre, 1875-1964)
- Guillemette Morand (peintre, 1913-1989)
- Jean-Jacques Morvan (peintre, graveur et sculpteur, 1928-2005)
- Jean Navarre (peintre, 1914-2000)
- Louis Norgeu (peintre et décorateur, 1898-1957)
- Takanori Oguiss (peintre, 1901-1986)
- Gabriel Paris (peintre et décorateur de cinéma, 1924-2000)
- Georgette Piccon (peintre figurative, 1920-2004)
- Lita Recio (comédienne, 1906-2006)
- Raymond Renefer (Jean Fontanet dit, peintre, illustrateur et graveur, 1879-1957)
- Georges Simon (sculpteur et médailleur, 1906-1982)
- Gisèle Touret (comédienne)
- Olaf Van Cleef (peintre collagiste, 1950)
- Paul Vannier (sculpteur et médailleur)
- Jean-Louis Viard (peintre, graveur et cartonnier, 1917-2009)
- Roger Weiss (peintre, 1910-1994)
- Gabriel Zendel (peintre, 1906-1992)

## Protection du patrimoine
La cité Montmartre-aux-Artistes est inscrite le 24 mai 2021 à l'inventaire général de la région Île-de-France dans le cadre de l'enquête thématique régionale « Ateliers d'artistes en Ile-de-France ».